# Cosmosoma pytna
Cosmosoma pytna là một loài bướm đêm thuộc phân họ Arctiinae, họ Erebidae.